# Британска академия
Британската академия (на английски: British Academy) е националната академия на Обединеното кралство за хуманитарни и обществени науки.
Тя е създадена с кралски указ през 1902 г. Има повече от 800 членове. Академията е независим, автономен орган, който се ръководи от съвет, състоящ се от президент, 7 вицепрезиденти и 15 членове.
Не бива да се бърка с Британското кралско научно дружество (на английски: Royal Society), с Британската академия за филмово и телевизионно изкуство (на английски: British Academy of Film and Television Arts, съкратено BAFTA) или с други подобни организации.